# Lijst van voetbalinterlands Costa Rica - Trinidad en Tobago
Deze lijst van voetbalinterlands is een overzicht van alle officiële voetbalwedstrijden tussen de nationale teams van Costa Rica en Trinidad en Tobago. De landen speelden tot op heden 26 keer tegen elkaar. De eerste ontmoeting, een kwalificatiewedstrijd voor het Wereldkampioenschap voetbal 1966, werd gespeeld in San José op 21 februari 1965. Het laatste duel, een kwalificatiewedstrijd voor het Wereldkampioenschap voetbal 2026, vond plaats op 10 juni 2025 in de Costa Ricaanse hoofdstad.

## Wedstrijden
| №  | Plaats        | Datum            | Competitie                  | Wedstrijd                       | Uitslag |
| -- | ------------- | ---------------- | --------------------------- | ------------------------------- | ------- |
| 1  | San José      | 21 februari 1965 | WK 1966 kwalificatie        | Costa Rica – Trinidad en Tobago | 4 – 0   |
| 2  | Port of Spain | 7 maart 1965     | WK 1966 kwalificatie        | Trinidad en Tobago – Costa Rica | 0 – 1   |
| 3  | San José      | 4 december 1969  | CONCACAF-kampioenschap 1969 | Costa Rica – Trinidad en Tobago | 5 – 0   |
| 4  | Port of Spain | 5 december 1971  | CONCACAF-kampioenschap 1971 | Trinidad en Tobago – Costa Rica | 3 – 1   |
| 5  | San José      | 24 april 1985    | WK 1986 kwalificatie        | Trinidad en Tobago – Costa Rica | 0 – 3   |
| 6  | San José      | 28 april 1985    | WK 1986 kwalificatie        | Costa Rica – Trinidad en Tobago | 1 – 1   |
| 7  | San José      | 18 juli 1985     | Vriendschappelijk           | Costa Rica – Trinidad en Tobago | 3 – 1   |
| 8  | Port of Spain | 28 mei 1989      | WK 1990 kwalificatie        | Trinidad en Tobago – Costa Rica | 1 – 1   |
| 9  | San José      | 11 juni 1989     | WK 1990 kwalificatie        | Costa Rica – Trinidad en Tobago | 1 – 0   |
| 10 | Pasadena      | 1 juli 1991      | CONCACAF Gold Cup 1991      | Trinidad en Tobago – Costa Rica | 2 – 1   |
| 11 | Port of Spain | 1 september 1996 | WK 1998 kwalificatie        | Trinidad en Tobago – Costa Rica | 0 – 1   |
| 12 | Cartago       | 21 december 1996 | WK 1998 kwalificatie        | Costa Rica – Trinidad en Tobago | 2 – 1   |
| 13 | San José      | 29 januari 1998  | Vriendschappelijk           | Costa Rica – Trinidad en Tobago | 4 – 0   |
| 14 | San José      | 26 januari 2000  | Vriendschappelijk           | Costa Rica – Trinidad en Tobago | 2 – 1   |
| 15 | San Diego     | 20 februari 2000 | CONCACAF Gold Cup 2000      | Trinidad en Tobago – Costa Rica | 1 – 2   |
| 16 | San José      | 28 maart 2001    | WK 2002 kwalificatie        | Costa Rica – Trinidad en Tobago | 3 – 0   |
| 17 | Port of Spain | 1 september 2001 | WK 2002 kwalificatie        | Trinidad en Tobago – Costa Rica | 0 – 2   |
| 18 | Miami         | 20 januari 2002  | CONCACAF Gold Cup 2002      | Costa Rica – Trinidad en Tobago | 1 – 1   |
| 19 | Port of Spain | 30 maart 2005    | WK 2006 kwalificatie        | Trinidad en Tobago – Costa Rica | 0 – 0   |
| 20 | San José      | 7 september 2005 | WK 2006 kwalificatie        | Costa Rica – Trinidad en Tobago | 2 – 0   |
| 21 | Alajuela      | 4 februari 2007  | Vriendschappelijk           | Costa Rica – Trinidad en Tobago | 4 – 0   |
| 22 | Scarborough   | 6 juni 2009      | WK 2010 kwalificatie        | Trinidad en Tobago – Costa Rica | 2 – 3   |
| 23 | San José      | 10 oktober 2009  | WK 2010 kwalificatie        | Costa Rica – Trinidad en Tobago | 4 – 0   |
| 24 | Port of Spain | 11 november 2016 | WK 2018 kwalificatie        | Trinidad en Tobago – Costa Rica | 0 – 2   |
| 25 | San José      | 13 juni 2017     | WK 2018 kwalificatie        | Costa Rica – Trinidad en Tobago | 2 – 1   |
| 26 | San José      | 10 juni 2025     | WK 2026 kwalificatie        | Costa Rica – Trinidad en Tobago | 2 – 1   |

## Samenvatting
| Competitie             | Totaal gespeeld | Winst Costa Rica | Gelijk | Winst Trinidad en T. | Doelsaldo Costa Rica – Trinidad en T. |
| ---------------------- | --------------- | ---------------- | ------ | -------------------- | ------------------------------------- |
| WK-kwalificatie        | 17              | 14               | 0      | 3                    | 34 − 7                                |
| CONCACAF Gold Cup      | 3               | 1                | 1      | 1                    | 4 − 4                                 |
| CONCACAF-kampioenschap | 2               | 1                | 0      | 1                    | 6 − 3                                 |
| Vriendschappelijk      | 4               | 4                | 0      | 0                    | 13 − 2                                |
| Totaal                 | 26              | 20               | 1      | 5                    | 57 − 16                               |

Wedstrijden bepaald door strafschoppen worden, in lijn met de FIFA, als een gelijkspel gerekend.

## Details

### Eerste ontmoeting
| WK 1966 kwalificatie (San José, Costa Rica, 21 februari 1965):                     |       |                    |
| Costa Rica                                                                         | 4 – 0 | Trinidad en Tobago |
| Lionel Hernández 28' (pen.) Lionel Hernández 50' Errol Daniels 54' Édgar Marín 84' | goals |                    |

### Tweede ontmoeting
| WK 1966 kwalificatie (Port of Spain, Trinidad en Tobago, 7 maart 1965): |       |                      |
| Trinidad en Tobago                                                      | 0 – 1 | Costa Rica           |
|                                                                         | goals | 29' Lionel Hernández |

### Derde ontmoeting
| CONCACAF-kampioenschap 1969 (San José, Costa Rica, 4 december 1969):                                                   |       |                    |
| Costa Rica | 5 – 0 | Trinidad en Tobago |
| Víctor Manuel Ruiz 10' Víctor Manuel Ruiz 55' Víctor Manuel Ruiz 65' Víctor Manuel Ruiz 70' Walter Elizondo 85' (pen.) | goals |                    |

### Vierde ontmoeting
| CONCACAF-kampioenschap 1971 (Port of Spain, Trinidad en Tobago, 5 december 1971): |       |                 |
| Trinidad en Tobago                                                                | 3 – 1 | Costa Rica      |
| Winston Phillips 30' Steve David 45' Winston Phillips 69'                         | goals | 1' Emilio Valle |

### Tiende ontmoeting
| CONCACAF Gold Cup 1991 (Pasadena, Verenigde Staten, 1 juli 1991): |       |                   |
| Trinidad en Tobago                                                | 2 – 1 | Costa Rica        |
| Leonson Lewis 38' Alvin Thomas 89'                                | goals | 6' Hernán Medford |

### 24ste ontmoeting
| WK 2018 kwalificatie (Port of Spain, Trinidad en Tobago, 11 november 2016): |       |                                              |
| Trinidad en Tobago                                                          | 0 – 2 | Costa Rica                                   |
|                                                                             | goals | 65' Christian Bolaños 90+2' Ronald Matarrita |

FEDEFUTBOL · A-internationals · Selecties · Bondscoaches · Costa Ricaans vrouwenelftal · Costa Rica U21 · Costa Rica U20 · Costa Rica U19 · Costa Rica U18 · Costa Rica U17
1920 – 1949 ·
1950 – 1969 ·
1970 – 1979 ·
1980 – 1989 ·
1990 – 1999 ·
2000 – 2009 ·
2010 – 2019 ·
2020 − 2029
Copa América 1997 · 
Copa América 2001 · 
Copa América 2004 · 
Copa América 2011 · 
Copa América 2016
WK 1990 · 
WK 2002 · 
WK 2006 · 
WK 2014 · 
WK 2018
OS 1980 · 
OS 1984 · 
OS 2004
1921 · 
1922–1929 · 
1930 · 
1931–1934 · 
1935 · 
1936–1937 · 
1938 · 
1939 · 
1940 · 
1941 · 
1942 · 
1943 · 
1944–1945 · 
1946 · 
1947 · 
1948 · 
1949 · 
1950 · 
1951 · 
1952 · 
1953 · 
1954 · 
1955 · 
1956 · 
1957 · 
1958 · 
1959 · 
1960 · 
1961 · 
1962 · 
1963 · 
1964 · 
1965 · 
1966 · 
1967 · 
1968 · 
1969 · 
1970 · 
1971 · 
1972 · 
1973 · 
1974–1975 · 
1976 · 
1977–1978 · 
1979 · 
1980 · 
1981–1982 · 
1983 · 
1984 · 
1985 · 
1986 · 
1987 · 
1988 · 
1989 · 
1990 · 
1991 · 
1992 · 
1993 · 
1994 · 
1995 · 
1996 · 
1997 · 
1998 · 
1999 · 
2000 · 
2001 · 
2002 · 
2003 · 
2004 · 
2005 · 
2006 · 
2007 · 
2008 · 
2009 · 
2010 · 
2011 · 
2012 · 
2013 · 
2014 · 
2015 · 
2016 · 
2017 ·
2018 ·
2019 ·
2020 ·
2021 ·
2022 ·
2023 ·
2024
Argentinië ·
Aruba ·
Australië ·
Bahama's ·
Barbados ·
België ·
Belize ·
Bermuda ·
Bolivia ·
Bosnië en Herzegovina ·
Brazilië ·
Canada ·
Chili ·
China ·
Colombia ·
Cuba ·
Curaçao ·
Dominicaanse Republiek ·
Duitsland ·
Ecuador ·
El Salvador ·
Engeland ·
Finland ·
Frankrijk ·
Grenada ·
Griekenland ·
Guatemala ·
Guyana ·
Haïti ·
Honduras ·
Hongarije ·
Ierland ·
Iran ·
Italië ·
Jamaica ·
Japan ·
Joegoslavië ·
Kameroen ·
Marokko ·
Mexico ·
Nederland ·
Nederlandse Antillen ·
Nicaragua ·
Nieuw-Zeeland ·
Nigeria ·
Noord-Ierland ·
Noorwegen ·
Oekraïne ·
Oezbekistan ·
Oman ·
Oostenrijk ·
Panama ·
Paraguay ·
Peru ·
Polen ·
Puerto Rico ·
Qatar ·
Rusland ·
Saint Kitts en Nevis ·
Saint Vincent en de Grenadines ·
Saoedi-Arabië ·
Schotland ·
Servië ·
Slowakije ·
Sovjet-Unie ·
Spanje ·
Suriname ·
Trinidad en Tobago ·
Tsjechië ·
Tsjecho-Slowakije ·
Tunesië ·
Turkije ·
Uruguay ·
Venezuela ·
Verenigde Arabische Emiraten ·
Verenigde Staten ·
Wales ·
Zuid-Afrika ·
Zuid-Korea ·
Zweden ·
Zwitserland
Brazilië (2018) ·
China (2002) · 
Duitsland (2006) · 
Ecuador (2006) · 
Engeland (2014) · 
Griekenland (2014) · 
Italië (2014) ·
Nederland (2014) · 
Polen (2006) · 
Servië (2018) ·
Spanje (2022) ·
Turkije (2002) · 
Uruguay (2014) ·
Zwitserland (2018)
TTFF · A-internationals · Bondscoaches · Selecties · Statistieken · Olympisch elftal · Vrouwenelftal van Trinidad en Tobago · Trinidad U21 · Trinidad U19 · Trinidad U17
Gold Cup 1991 · 
Gold Cup 1993 · 
Gold Cup 1996 · 
Gold Cup 1998 · 
Gold Cup 2000 · 
Gold Cup 2002 · 
Gold Cup 2005 · 
Gold Cup 2007 · 
Gold Cup 2009 · 
Gold Cup 2011 · 
Gold Cup 2013
WK 2006
1934 · 
1935 · 
1936 · 
1937 · 
1938 · 
1939 · 
1940 · 
1941 · 
1942 · 
1943 · 
1944 · 
1945 · 
1946 · 
1947 · 
1948 · 
1949 · 
1950 · 
1951 · 
1952 · 
1953 · 
1954 · 
1955 · 
1956 · 
1957 · 
1958 · 
1959 · 
1960 · 
1961 · 
1962 · 
1963 · 
1964 · 
1965 · 
1966 · 
1967 · 
1968 · 
1969 · 
1970 · 
1971 · 
1972 · 
1973 · 
1974 · 
1975 · 
1976 · 
1977 · 
1978 · 
1979 · 
1980 · 
1981 · 
1982 · 
1983 · 
1984 · 
1985 · 
1986 · 
1987 · 
1988 · 
1989 · 
1990 · 
1991 · 
1992 · 
1993 · 
1994 · 
1995 · 
1996 · 
1997 · 
1998 · 
1999 · 
2000 · 
2001 · 
2002 · 
2003 · 
2004 · 
2005 · 
2006 · 
2007 · 
2008 · 
2009 · 
2010 · 
2011 · 
2012 · 
2013 · 
2014 ·
2015 ·
2016 ·
2017 ·
2018 ·
2019 ·
2020 ·
2021 ·
2022 ·
2023 ·
2024 ·
2025
Anguilla · 
Antigua en Barbuda ·
Argentinië ·
Azerbeidzjan · 
Bahama's ·
Bahrein · 
Barbados · 
Belize · 
Bermuda · 
Bolivia ·
Botswana · 
Britse Maagdeneilanden · 
Canada · 
Chili · 
China · 
Colombia · 
Costa Rica · 
Cuba · 
Curaçao · 
Dominicaanse Republiek ·
Ecuador ·
Egypte ·
El Salvador ·
Engeland ·
Estland ·
Finland ·
Ghana ·
Grenada ·
Guatemala ·
Guyana ·
Haïti ·
Honduras ·
Ierland ·
IJsland ·
India ·
Irak ·
Iran ·
Jamaica ·
Japan ·
Jordanië ·
Kaaimaneilanden · 
Kenia · 
Koeweit ·
Marokko ·
Mexico ·
Montserrat ·
Nederlandse Antillen ·
Nicaragua ·
Nieuw-Zeeland ·
Noord-Ierland ·
Noorwegen · 
Oostenrijk · 
Panama ·
Paraguay ·
Peru ·
Puerto Rico ·
Roemenië ·
Saint Kitts en Nevis ·
Saint Lucia ·
Saint Vincent en de Grenadines ·
Saoedi-Arabië · 
Schotland ·
Slovenië ·
Suriname ·
Tadzjikistan ·
Taiwan ·
Thailand ·
Tsjechië · 
Uruguay · 
Venezuela · 
Verenigde Arabische Emiraten ·
Verenigde Staten ·
Wales · 
Zuid-Afrika ·
Zuid-Korea ·
Zweden
Engeland (2006) · 
Paraguay (2006) · 
Zweden (2006)